# Alexandr II. Nikolajevič
Alexandr II. Nikolajevič (rusky Алекса́ндр II Никола́евич; 17.jul./ 29. dubna 1818greg. Moskevský Kreml, Moskva – 1.jul./ 13. března 1881greg. Zimní palác, Petrohrad) byl předpředposlední ruský car, který vládl v letech 1855–1881. Pocházel z rodu Romanov-Holstein-Gottorp. Za jeho vlády došlo k částečné liberalizaci ruského samoděržaví. Po zrušení nevolnictví došlo k prosazování průmyslové revoluce.

## Dětství
Narodil se 29. dubna 1818 v Moskvě jako syn cara Mikuláše I. a jeho manželky Alexandry Fjodorovny, původem pruské princezny, dcery pruského krále Fridricha Viléma III. V mládí se Alexandru II. dostalo dobrého vzdělání – hovořil několika jazyky, byl vzdělán v oblasti práv, politických věd i ve vojenských záležitostech. Na ruský carský trůn pak Alexandr II. Nikolajevič usedl v roce 1855 po otcově smrti.

## Vláda

### Zahraniční politika
Na carský trůn Alexandr II. Nikolajevič usedl v nezáviděníhodný čas – Rusko bylo na pokraji porážky v krymské válce (nakonec bylo i poraženo), po pařížském míru (1856) bylo pak otřeseno postavení Ruska jako evropské velmoci – toto postavení se pak v následujících desetiletích car Alexandr II. snažil obnovit: Rusko expandovalo do střední Asie a na Kavkaz, během berlínského kongresu mu pak bylo potvrzeno vlastnictví Besarábie.
V rámci ruské říše pak Alexandr II. poskytl poměrně rozsáhlou autonomii Finsku, polské Lednové povstání v roce 1863 ale bylo krvavě potlačeno.
Na jaře roku 1867 pak Alexandr II. prodal Aljašku Spojeným státům americkým za 7,2 mil. dolarů, tj. 5 centů za hektar (v přibližném přepočtu cca 126 milionu dolarů v roce 2022). Důvodů k této transakci byla řada, od tíživé prázdnoty ruské carské pokladny po vědomí, že je Aljaška dlouhodobě neudržitelná kvůli vzdálenosti a blízkosti britského dominia Kanady. Nemálo přispěl i krach projektu výstavby telegrafní soustavy, která vedla z Kalifornie do kontinentální severní Ameriky a přes Beringovu úžinu do Moskvy, kde se napojovala na celoevropskou síť. Spojené státy investovaly do projektu přes 3 miliony dolarů (v té době), ruská strana podstatně menší částku.
Poměrně úspěšně si Alexandr II. Nikolajevič počínal v rusko-turecké válce (1877–1878). Pozici si připravoval na předchozích schůzkách s dalšími evropskými státníky. V českých Zákupech jednal v roce 1876 s rakouským císařem Františkem Josefem I. na jeho zámku právě o blížícím se střetu s Turky a o neutralitě Rakousko-Uherska v něm. Schůzky se zúčastnili i velvyslanci obou mocností.

### Vnitřní politika
Zajímavější je pak pohled na Alexandrovo počínání v politice vnitrostátní. Během své vlády zavedl reformy samoděržaví: s pomocí mnoha poradců, kteří měli rozsáhlé kompetence, se rozhodl změnit Rusko ze zaostalého zemědělského státu v moderní průmyslovou velmoc.
V roce 1861 bylo carským výnosem zrušeno nevolnictví (tento krok znamenal svobodu pro více než dvacet milionů ruských rolníků), o tři roky později byla pak zavedena soustava zemstev, regionálních vlád, které rozhodovaly o místních záležitostech (dosud bylo toto rozhodování v rukou ústřední vlády).
Došlo též k reformě právního a soudního systému, který byl oddělen od výkonné moci, značnou proměnou pak v sedmdesátých letech 19. století prochází i ruská armáda.
Základy ruského samoděržaví ale odstraněny nebyly – všechna moc i nadále zůstala v rukou panovníka (cara), parlamentní systém byl pro Rusko zatím zcela v nedohlednu.
Většina ruské vesnické společnosti přivítala tyto reformy netečně, protože jim ani nerozuměla.
Vzdělanější vrstvy byly s rozsahem reforem nespokojeny a domnívaly se, že Rusko by mělo pokračovat v reformách podle vzoru západních států. Nejradikálnější složky se pak sdružovaly v tajných revolučních organizacích a násilně se snažily odstranit cara a vyvolat revoluci.
Hlavní rysy vlády Alexandra II. vyjadřuje nápis na jeho pomníku v Moskvě:
| „ | Caru osvoboditeli Alexandru II. Imperátor Alexandr II. zrušil roku 1861 nevolnictví v Rusku a osvobodil milióny rolníků od staletého otroctví Provedl vojenskou a soudní reformu, zavedl systém místní samosprávy, městské rady a zemské úřady ukončil mnohaletou kavkazskou válku osvobodil slovanské národy od osmanského jha zahynul 1. března roku 1881 v důsledku teroristického činu | “ |

## Rodina a děti

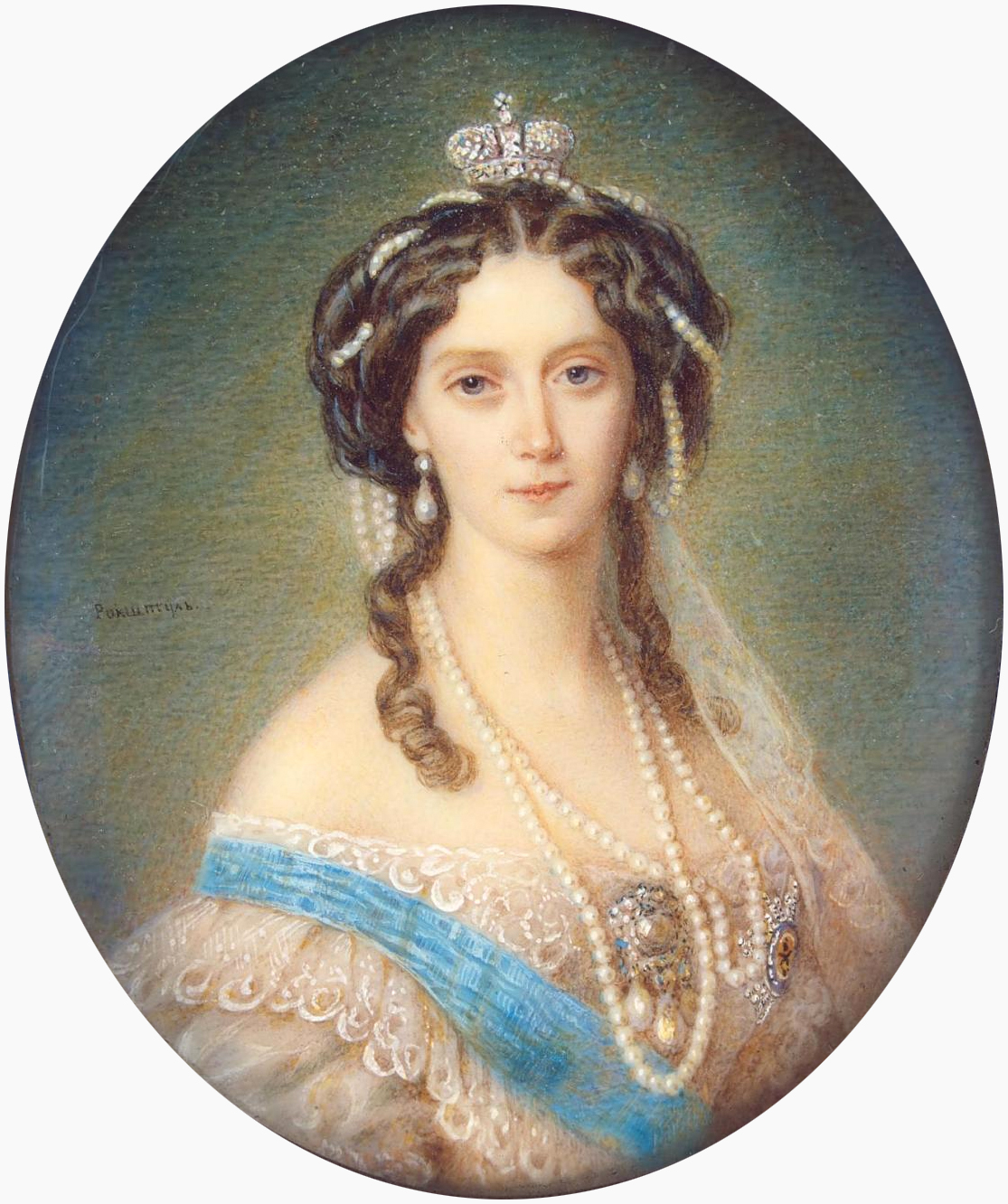
Alexandrova manželka Marie Alexandrovna na portrétu z doby po roce 1855

Car Alexandr II. byl dvakrát ženat. Jeho první ženou byla Marie Alexandrovna (hesenská princezna, rozená Maxmiliána Vilemína Augusta Sofie Marie von Hessen-Darmstadt, 1. července 1824 – 22. května 1880). Svatba se konala 16. dubna 1841, i přes námitky Alexandrovy matky Alexandry Fjodorovny (jejich příčinou byla zřejmě skvrna na Mariině původu, neboť bylo veřejným tajemstvím, že jejím pravým otcem není Ludvík II. Hesenský, ale komoří její matky, baron August Ludwig von Senarclens-Grancy). Z manželství vzešlo 8 dětí – šest synů a dvě dcery:
- Alexandra (1842–1849), (zemřela v útlém věku na meningitidu);;
- Nikolaj (1843–1865), vychováván jako následník trůnu, zemřel jako jedenadvacetiletý v důsledku revmatické horečky;
- Alexandr III. (1845–1894), ruský car v letech 1881–1894, manželka dánská princezna Marie (Marie Fjodorovna);
- Vladimír (1847–1909), manželka Marie Alexandrina Alžběta Eleonora von Mecklenburg-Schwerin;
- Alexej (1850–1908), manželka Alexandra, hraběnka Žukovská;
- Marie (1853–1920), manžel princ Alfréd Sasko-Kobursko-Gothajský, druhorozený syn britské královny Viktorie;
- Sergej (1857–1905), manželka hesenská princezna Alžběta (Jelizaveta Fjodorovna);
- Pavel (1860–1919), první manželka Alexandra Řecká (Alexandra Georgijevna), druhá manželka Olga Karnowicz (Olga Valerianovna Palei).

6. července 1880 uzavřel druhý, morganatický sňatek s kněžnou Jekatěrinou Michajlovnou Dolgorukovovou (1847–1922), svou milenkou od roku 1866. Z tohoto vztahu, již za života Marie Alexandrovny, dlouho před uzavřením manželství, vzešly čtyři děti:
- Georgij Alexandrovič Jurjevskij (12. května 1872 – 13. září 1913), ⚭ 1900 hraběnka Alexandra Oldenburská (10. května 1883 – 28. května 1957)
- Olga Alexandrovna Jurjevská (7. listopadu 1873 – 10. srpna 1925), ⚭ 1895 merenberský hrabě Jiří Mikuláš Nasavský (1871–1948)
- Boris Alexandrovič Jurjevskij (*/† 1876)
- Jekatěrina Alexandrovna Jurjevská (1878–1959)

1. ∞ 1901 kníže Alexander Vladimirovič Barjatinskij (1870–1910)
2. ∞ 1916 kníže Sergej Platonovič Obolenskij (1890–1978)

Kromě toho měl Alexandr řadu dalších milenek. Z těchto vztahů je známo sedm dalších dětí, mezi nimi:
- Antoinette Bayer (20. června 1856 – 24. ledna 1948) s Wilhelminou Bayer
- Michael-Bogdan Oginski (10. října 1848 – 25. března 1909) s hraběnkou Olgou Kalinovskou (1818–1854)
- Joseph Raboxicz
- Charlotte Henriette Sophie Jansen (15. listopadu 1844 – červenec 1915) se Sophií Charlottou Dorotheou von Behse (1828–1886)

## Atentát
Alexandr II. Nikolajevič zemřel 13. března roku 1881 (podle juliánského kalendáře tehdy platného v Rusku 1. března) na následky bombového atentátu, který byl spáchán krajně levicovou organizací Narodnaja volja (Vůle lidu).

## Vývod z předků
|                          |                                       |  |                     |                                              |  |  |  |  |  |  |  | Karel Fridrich Holštýnsko-Gottorpský |
|                          |                                       |  |                     |                                              |  |  |  |  |  |  |  |                                      |
|                          | Petr III. Ruský                       |  |                     |                                              |  |  |  |  |  |  |  |                                      |
|                          |                                       |  |                     |                                              |  |  |  |  |  |  |  |                                      |
|                          |                                       |  |                     | Anna Petrovna                                |  |  |  |  |  |  |  |                                      |
|                          |                                       |  |                     |                                              |  |  |  |  |  |  |  |                                      |
|                          | Pavel I. Ruský                        |  |                     |                                              |  |  |  |  |  |  |  |                                      |
|                          |                                       |  |                     |                                              |  |  |  |  |  |  |  |                                      |
|                          |                                       |  |                     | Kristián August Anhaltsko-Zerbstský          |  |  |  |  |  |  |  |                                      |
|                          |                                       |  |                     |                                              |  |  |  |  |  |  |  |                                      |
|                          | Kateřina II. Veliká                   |  |                     |                                              |  |  |  |  |  |  |  |                                      |
|                          |                                       |  |                     |                                              |  |  |  |  |  |  |  |                                      |
|                          |                                       |  |                     | Johana Alžběta Holštýnsko-Gottorpská         |  |  |  |  |  |  |  |                                      |
|                          |                                       |  |                     |                                              |  |  |  |  |  |  |  |                                      |
|                          | Mikuláš I. Pavlovič                   |  |                     |                                              |  |  |  |  |  |  |  |                                      |
|                          |                                       |  |                     |                                              |  |  |  |  |  |  |  |                                      |
|                          |                                       |  |                     | Karel Alexandr Württemberský                 |  |  |  |  |  |  |  |                                      |
|                          |                                       |  |                     |                                              |  |  |  |  |  |  |  |                                      |
|                          | Fridrich II. Evžen Württemberský      |  |                     |                                              |  |  |  |  |  |  |  |                                      |
|                          |                                       |  |                     |                                              |  |  |  |  |  |  |  |                                      |
|                          |                                       |  |                     | Marie Augusta Thurn-Taxis                    |  |  |  |  |  |  |  |                                      |
|                          |                                       |  |                     |                                              |  |  |  |  |  |  |  |                                      |
|                          | Marie Fjodorovna                      |  |                     |                                              |  |  |  |  |  |  |  |                                      |
|                          |                                       |  |                     |                                              |  |  |  |  |  |  |  |                                      |
|                          |                                       |  |                     | Fridrich Vilém Braniborsko-Schwedtský        |  |  |  |  |  |  |  |                                      |
|                          |                                       |  |                     |                                              |  |  |  |  |  |  |  |                                      |
|                          | Bedřiška Braniborsko-Schwedtská       |  |                     |                                              |  |  |  |  |  |  |  |                                      |
|                          |                                       |  |                     |                                              |  |  |  |  |  |  |  |                                      |
|                          |                                       |  |                     | Žofie Dorota Pruská                          |  |  |  |  |  |  |  |                                      |
|                          |                                       |  |                     |                                              |  |  |  |  |  |  |  |                                      |
| Alexandr II. Nikolajevič |                                       |  |                     |                                              |  |  |  |  |  |  |  |                                      |
|                          |                                       |  |                     |                                              |  |  |  |  |  |  |  |                                      |
|                          |                                       |  | August Vilém Pruský |                                              |  |  |  |  |  |  |  |                                      |
|                          |                                       |  |                     |                                              |  |  |  |  |  |  |  |                                      |
|                          | Fridrich Vilém II.                    |  |                     |                                              |  |  |  |  |  |  |  |                                      |
|                          |                                       |  |                     |                                              |  |  |  |  |  |  |  |                                      |
|                          |                                       |  |                     | Luisa Amálie Brunšvicko-Wolfenbüttelská      |  |  |  |  |  |  |  |                                      |
|                          |                                       |  |                     |                                              |  |  |  |  |  |  |  |                                      |
|                          | Fridrich Vilém III.                   |  |                     |                                              |  |  |  |  |  |  |  |                                      |
|                          |                                       |  |                     |                                              |  |  |  |  |  |  |  |                                      |
|                          |                                       |  |                     | Ludvík IX. Hesensko-Darmstadtský             |  |  |  |  |  |  |  |                                      |
|                          |                                       |  |                     |                                              |  |  |  |  |  |  |  |                                      |
|                          | Frederika Luisa Hesensko-Darmstadtská |  |                     |                                              |  |  |  |  |  |  |  |                                      |
|                          |                                       |  |                     |                                              |  |  |  |  |  |  |  |                                      |
|                          |                                       |  |                     | Karolína Falcko-Zweibrückenská               |  |  |  |  |  |  |  |                                      |
|                          |                                       |  |                     |                                              |  |  |  |  |  |  |  |                                      |
|                          | Alexandra Fjodorovna                  |  |                     |                                              |  |  |  |  |  |  |  |                                      |
|                          |                                       |  |                     |                                              |  |  |  |  |  |  |  |                                      |
|                          |                                       |  |                     | Karel Ludvík Fridrich Meklenbursko-Střelický |  |  |  |  |  |  |  |                                      |
|                          |                                       |  |                     |                                              |  |  |  |  |  |  |  |                                      |
|                          | Karel II. Meklenbursko-Střelický      |  |                     |                                              |  |  |  |  |  |  |  |                                      |
|                          |                                       |  |                     |                                              |  |  |  |  |  |  |  |                                      |
|                          |                                       |  |                     | Alžběta Sasko-Hildburghausenská              |  |  |  |  |  |  |  |                                      |
|                          |                                       |  |                     |                                              |  |  |  |  |  |  |  |                                      |
|                          | Luisa Meklenbursko-Střelická          |  |                     |                                              |  |  |  |  |  |  |  |                                      |
|                          |                                       |  |                     |                                              |  |  |  |  |  |  |  |                                      |
|                          |                                       |  |                     | Jiří Vilém Hesensko-Darmstadtský             |  |  |  |  |  |  |  |                                      |
|                          |                                       |  |                     |                                              |  |  |  |  |  |  |  |                                      |
|                          | Frederika Hesensko-Darmstadtská       |  |                     |                                              |  |  |  |  |  |  |  |                                      |
|                          |                                       |  |                     |                                              |  |  |  |  |  |  |  |                                      |
|                          |                                       |  |                     | Marie Leiningensko-Falkenbursko-Dagsbursá    |  |  |  |  |  |  |  |                                      |
|                          |                                       |  |                     |                                              |  |  |  |  |  |  |  |                                      |